# Augusta, Georgia
Augusta, Georgia là một thành phố thuộc quận trong tiểu bang Georgia, Hoa Kỳ. Thành phố có diện tích  km², dân số theo điều tra năm 2010 của Cục điều tra dân số Hoa Kỳ là 200.590 người.